# Айла Томлянович
Айла Томлянович (на хърватски: Ajla Tomljanović) е хърватска тенисистка, родена на 7 май 1993 г. В партньорство с Кристина Макхейл печели Острелиън Оупън 2009 в турнири на двойки девойки. Най-високото ѝ класиране в женската тенис ранглиста e 32 място, постигнато на 3 април 2023 г.